# 環帶底鱂
環帶底鱂，為輻鰭魚綱鯉齒目鯉齒亞目底鱂科的其中一種，為熱帶淡水魚，分布於美國喬治亞州東部Satilla河至阿拉巴馬州摩比灣流域，體長可達7.8公分，棲息在植被生長的溪流洄水區、沼澤，生活習性不明，可做為觀賞魚。

## 擴展閱讀
維基物種上的相關：環帶底鱂